# Дмитриев-Свечин, Николай Дмитриевич
Николай Дмитриевич Дмитриев-Свечин (1824 —  ок. 1865) — российский скрипач-виртуоз.

## Биография
Родился в 1824 году в городе Санкт-Петербурге. Первоначальное воспитание Дмитриев-Свечин получил дома. С ранних лет он выказал необыкновенные способности и любовь к музыке и в 1837 году уже был отвезен в Дрезден, где изучал музыку под руководством знаменитого Газе. Дав несколько концертов в Дрездене, Дмитриев-Свечин отправился в концертное турне по Европе, всюду встречая блестящий успех и одобрение публики и прессы, восхищавшихся его уверенной и страстной игрой. 
По окончании зарубежных гастролей Николай Дмитриевич Дмитриев-Свечин в 1840 году возвратился в российскую столицу и поступил на службу Императорские театры Российской империи, выступая в то же время довольно часто на различных публичных концертах. 
Дмитриев-Свечин написал несколько сочинений для скрипки, не отличающихся, по мнению музыковедов, особыми музыкальными достоинствами, и несколько романсов.
Умер около 1865 года, предположительно в Турции.